# Jean Vincent
Jean Vincent (Labeuvrière, 1930. november 29. – Saint-Nazaire, 2013. augusztus 13.) válogatott francia labdarúgó, csatár, edző.

## Pályafutása

### Klubcsapatban
1950 és 1956 között a Lille OSC labdarúgója volt. Tagja volt az 1953–54-es idényben bajnok-, 1953-ban és 1955-ben kupagyőztes csapatnak. 1956 és 1964 között a Stade de Reims csapatában játszott. Három bajnoki címet (1957–58, 1959–60, 1961–62) és egy kupa győzelmet (1958) szerzett az együttessel. Tagja volt az 1958–59-es bajnokcsapatok Európa-kupa döntős csapatnak.

### A válogatottban
1953 és 1961 között 46 alkalommal szerepelt a francia válogatottban és 22 gólt szerzett. Tagja volt az 1958-as svédországi világbajnokságon bronzérmes csapatnak.

### Edzőként
1964-től edzőként tevékenykedett. Legsikeresebb időszaka 1976 és 1982 között az FC Nantes csapatnál volt, ahol két bajnoki címet és egy kupagyőzelmet szerzett az együttessel. Az 1982-es spanyolországi világbajnokságon a kameruni válogatott szövetségi kapitánya volt. Az afrikai csapat csak kevesebb rúgott góllal esett ki a csoport küzdelmek során.

## Sikerei, díjai

### Játékosként
- Világbajnokság
  - bronzérmes: 1958
- Francia bajnokság
  - bajnok: 1953–54, 1957–58, 1959–60,  1961–62
- Francia kupa
  - győztes: 1953, 1955, 1958
- Bajnokcsapatok Európa-kupája (BEK)
  - döntős: 1958–59

### Edzőként
- Francia bajnokság
  - bajnok: 1976–77, 1979–80
- Francia kupa
  - győztes: 1978–79